# Гирс, Александр Николаевич
Александр Николаевич Гирс (1861—1920) — камергер, енисейский губернатор 1906—1909 годах.

## Биография
Сын министра иностранных дел Николая Карловича Гирса (1820-1895) и Ольги Георгиевны Кантакузен (1830—1903).
Окончив 1-й кадетский корпус поступил в пехотное юнкерское училище в Петербурге. В 1880 году начал службу рядовым в войсках. В 1883 году числился уже офицером. Затем в чине корнета состоял на службе в 15-м драгунском Александрийском полку.
В 1885 назначен ординарцем к военному министру, через год откомандировали к лейб-гвардии Конному полку. 8 апреля 1890 года назначен чиновником особых поручений при военном министре сверх штата с зачислением по гвардейской кавалерии.
В 1894 перешёл на службу в Министерство внутренних дел. В 1895 году был предводителем дворянства.
24 июня 1899 года началась его служба в губерниях. Он был вице-губернатором в Астрахани (24.06.1899—14.02.1901), Новгороде (14.02.1901—12.04.1903), Эстляндии (13.04.1903—12.08.1906), исполнял обязанности губернатора в Енисейской губернии (05.08.1906—30.06.1909). Был почётным судьей в Ревеле. 
Умер после 1917 года.

## Семья
- Жена — Ольга Михайловна (1865—после 1917), дочь генерал-лейтенанта М. Р. Шидловского[4]. 
  - Дочь —  Елена[4],
  - Дочь —  Лидия[4],
  - Дочь —  Вера[4],
  - Сын —  Николай[4],
  - Сын —  Михаил[4].
- Сестра — Наталья Николаевна (29.05.1850—21.06.1885), фрейлина[4]
- Брат — Николай Николаевич (4.03.1853—20.09.1924), камергер; советник русского посольства в Париже; сенатор[4]
- Сестра — Ольга Николаевна (3.12.1854—1924), фрейлина, замужем за Георгием Константиновичем Розетти-Солеску (1853—1916), румынским посланником в России[4]
- Брат — Михаил Николаевич (22.07.1856—27.11.1932)[4], русский дипломат, посол в Константинополе и Риме, тайный советник, гофмейстер.
- Брат — Константин Николаевич (29.03.1864—1934/40)[4]
- Сестра — Мария Николаевна (21.04.1867—15.05.1867)[4]
- Сестра — Вера Николаевна (1872—1935), фрейлина[4]